# 高田幸典
高田 幸典（たかた ゆきのり、1952年10月13日 - ）は、日本の地方政治家。元広島県豊田郡大崎上島町町長。

## 経歴
1976年（昭和51年）3月、関西大学工学部卒業。同年4月に株式会社野間工務店に入社するも、9月に退社。
同年10月に豊田郡大崎町の職員に採用される。1993年（平成5年）に大崎町総務課長になり、1999年（平成11年）に大崎町教育委員会教育長となる。
その後、2003年（平成15年）に大崎町が木江町や東野町と合併したことにより大崎上島町が成立、大崎上島町教育委員会教育長となる。
2011年（平成23年）1月に教育委員会の教育長を辞任し、同年4月27日に第3代大崎上島町長へ就任した。2019年（令和元年）4月から3期目。2022年（令和4年）12月6日に開かれた定例町議会で次の町長選挙に立候補せず引退する意向を明らかにした。2023年（令和5年）4月27日に任期満了で引退した。

## 人物
趣味はスポーツ観戦。座右の銘は「愚直に生きる」。